# Melc de livadă
Melcul de livadă (numit în Franța melcul de Burgundia, Helix pomatia) face parte din familia Helicidae fiind o specie de melc.
Are o cochilie de până la 5 cm înălțime și aprox. 4,5 cm diametru. Este răspândit în toată Europa, cu excepția zonelor nordice, și preferă arbuștii ca landșaft, în poienele luminoase de la liziera pădurilor, în livezi și parcuri. Este erbivor și se hrănește cu plantele mici și proaspete, dar și cu viță-de-vie. Acceptă și rămășițe de plante, iar pentru a-și menține cochilia sănătoasă, consumă săruri de calciu. Este activ din primăvară până la primele zile cu temperaturi negative, când se pregătește de hibernare. Dormitează până în martie într-un culcuș aflat la aprox. 30 cm sub pământ, pe care, de regulă, nu și-l schimbă. În timpul somnului, se închide ermetic în cochilie cu ajutorul unui „dop” calcaros, cu atât mai gros cu cât e mai rece vremea. Trăiește 7-8 ani, perioadă care poate atinge 20 ani dacă nu este mâncată de prădători.

## Alcătuirea corpului
Capul melcului de livadă prezintă patru tentacule — două, mai lungi, ce poartă în vârf ochii și două, mai scurte, ce servesc pentru pipăit. La orificiul bucal are trei buze așezate în formă de triunghi. În interiorul gurii se găsește limba zimțată cu care fărămițează hrana. Piciorul este musculos, acoperit cu mucus. Cochilia este sidefată în interior. Deoarece se deplasează încet, are simțul tactil și al văzului dezvoltate satisfăcător. Sistemul digestiv este dezvoltat în comparație cu alte moluște, acesta incluzând și o glandă-anexă, hepatopancreasul. Are o respirație pulmonară, rolul de plămân îndeplinindu-l mantaua protejată de cochilie, care este subțire și umedă. Melcii de livadă sunt hermafrodiți și depun ouă. În interiorul cochiliei calcaroase se află organele interne. 
Are pielea subțire și nu-l poate apăra de uscăciune. Cochilia este formata dintr-o singură bucată. Mantaua este organul intern care produce cochilia. Între manta și organele interne există un spațiu numit camera mantalei. Deoarece corpul melcului de livadă este moale, el a fost încadrat in familia moluște.
Dacă atingem tentaculele, ele se retrag ca un deget de mănușă. Helix Pomatia se retrage în cochilie când simte pericolul. Sistemul nervos este alcătuit din ganglioni grupați la cap.
Cu ajutorul piciorului Helix Pomatia se mișcă făcând o mulțime de mișcări ondulatorii.
Melcul ține hrana cu unele părți ale cerului gurii și le fărâmițează cu ajutorul limbii. La digestie participă o glandă care are rol de ficat și pancreas. 
Orificiul anal se află pe partea dreaptă a corpului melcului, aproape de marginea deschiderii cochiliei. Mantaua cu rol de plămân este bogată în vase de sânge. Aerul pătrunde în camera mantalei printr-un orificiu respirator pe partea dreaptă a corpului, aproape de orificiul anal. Sângele este incolor.
Melcul este hermafrodit, ouăle fiind eliminate printr-un orificiu situat pe partea dreaptă a capului. După 3-4 săptămâni se dezvoltă un nou melc. Un melc poartă ambele glande sexuale, de aceea indivizii fac schimb de spermatozoizi. În lunile iunie și august, se găsesc melci cu capul în pământ și cochilia la suprafață. Ei depun ouăle prin orificiul genital situat pe partea dreaptă a corpului, în apropierea tentaculelor mici. Din ouă ies melci mici, cu cochilie transparentă. Ei se dezvoltă în trei săptămâni. Calcarul produs de manta ajută la creșterea rapidă a cochiliei, care continuă să crească pe întreaga durată de viață a melcului.

## Rolul în economie
Melcul de livadă este folosit în alimentație în state cu o istorie culinară aparte, așa ca Franța, Italia, Spania. Se gătește, de obicei, cu tot cu cochilie în ulei încins și se servește cu pătrunjel. Este considerat a fi mai gustos decât alte specii comestibile de melci. În Franța e o specie rar întâlnită, în schimb este răspândită în Grecia, unde creșterea melcilor e o ramură a economiei. În multe alte țări europene (Germania, Olanda, Rusia, Ucraina, Ungaria) melcul este utilizat în industria farmaceutică și este un produs de export. Extractul din melc de livadă este folosit în tratarea bronșitei. De asemenea, din el este extrasă lectina.

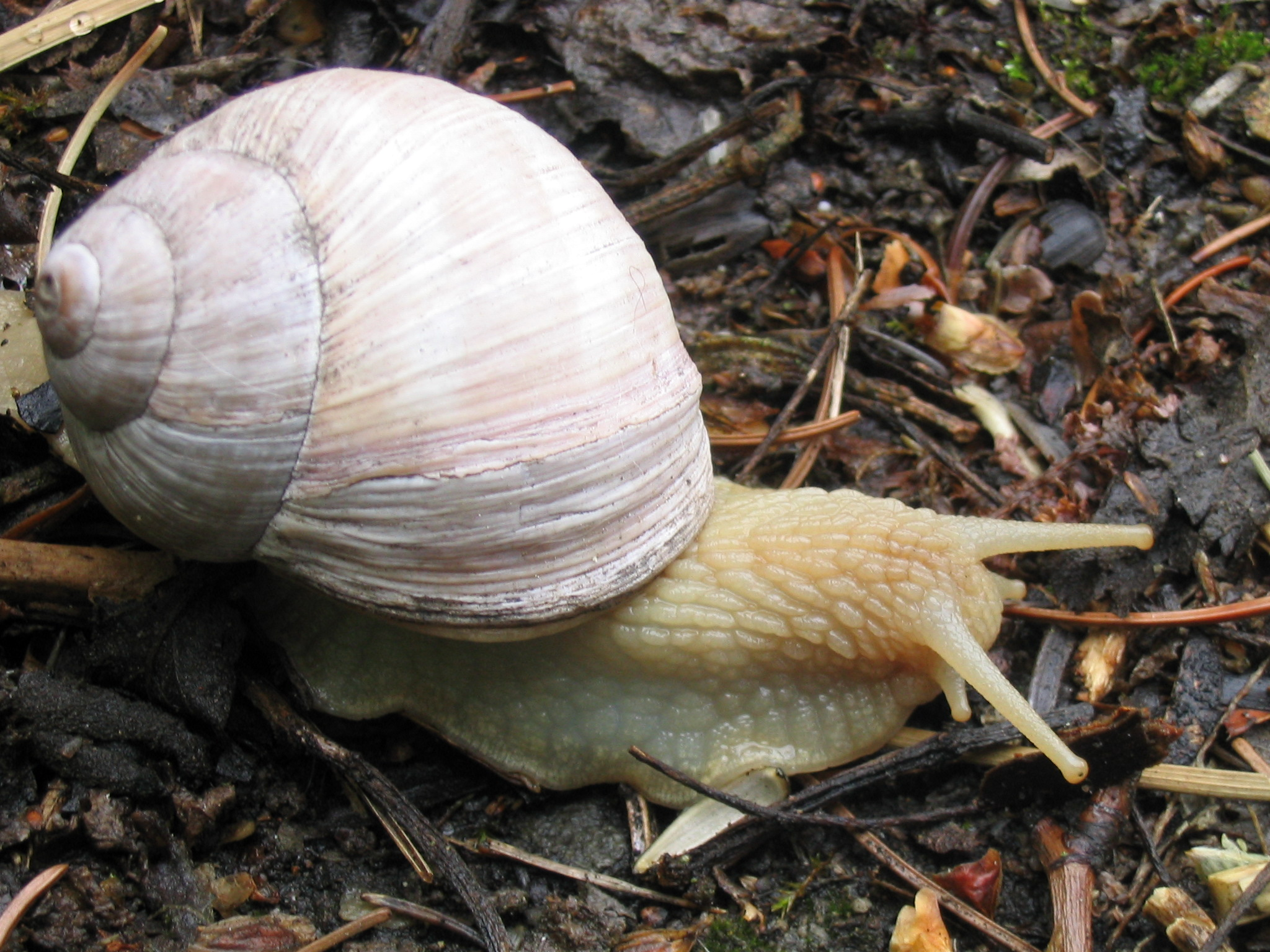
Melc de livadă pe sol
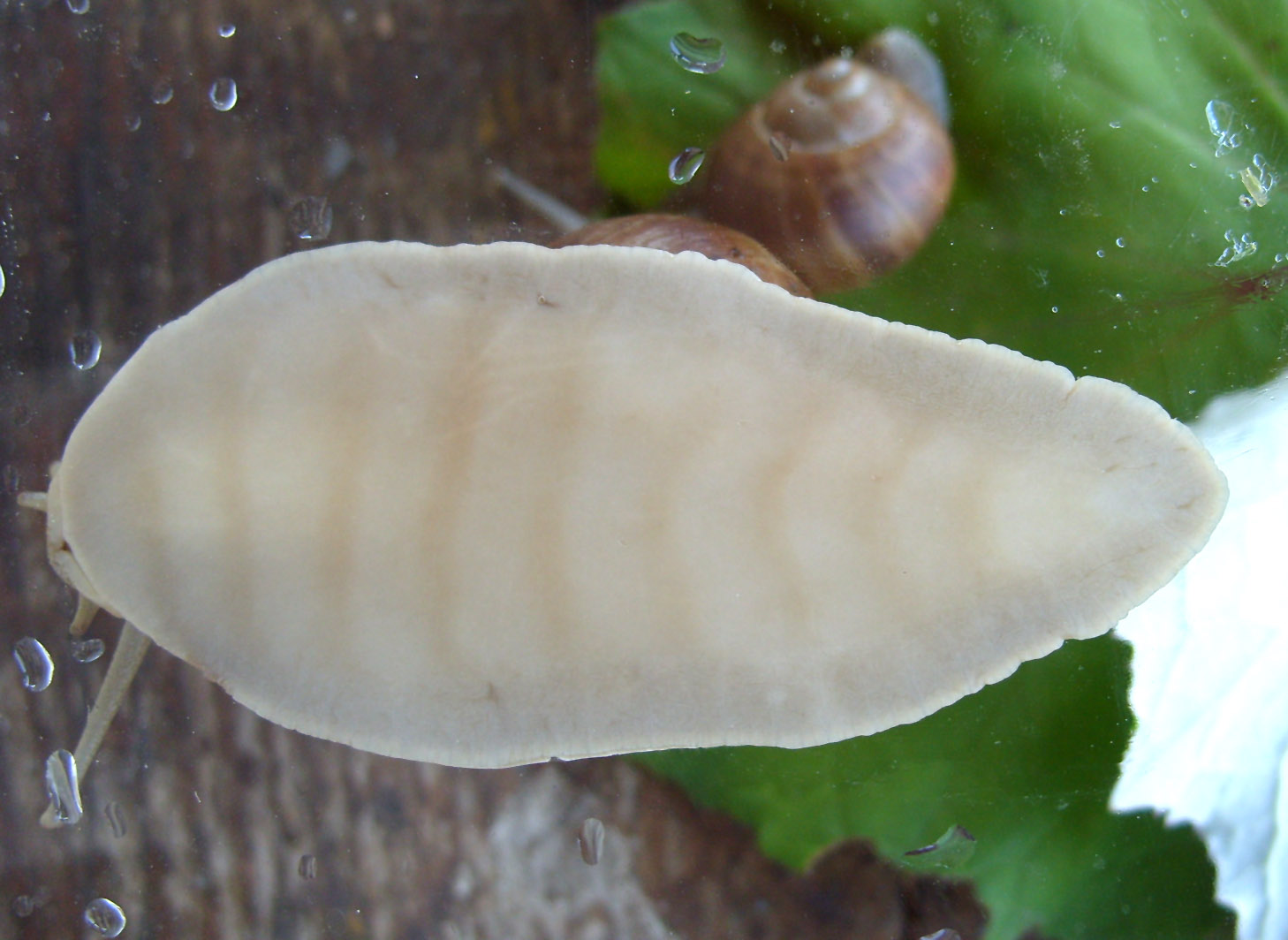
Helix pomatia deplasându-se pe sticlă. Dungile negre se deplasează de la cap spre coadă.
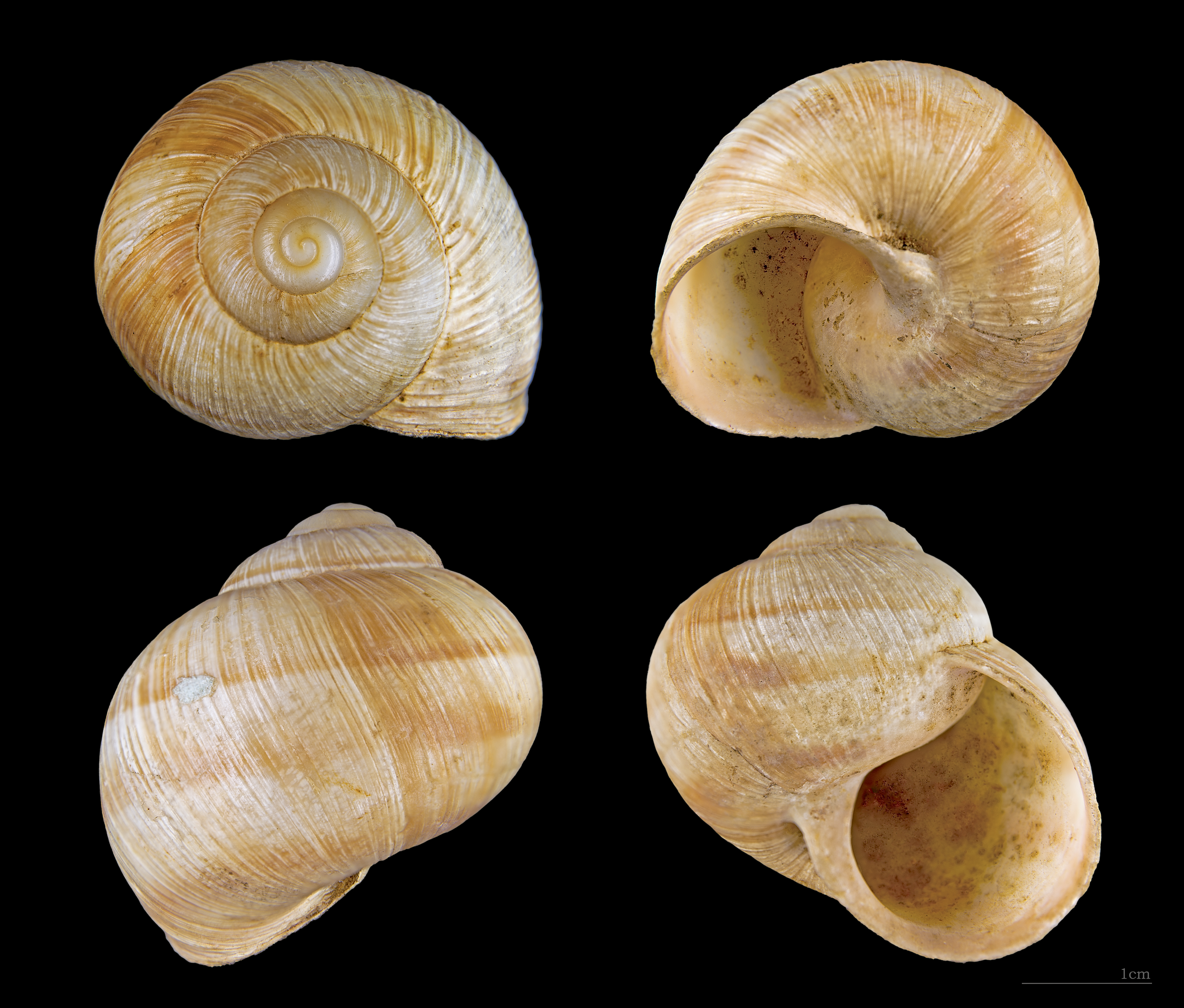
Cochilii
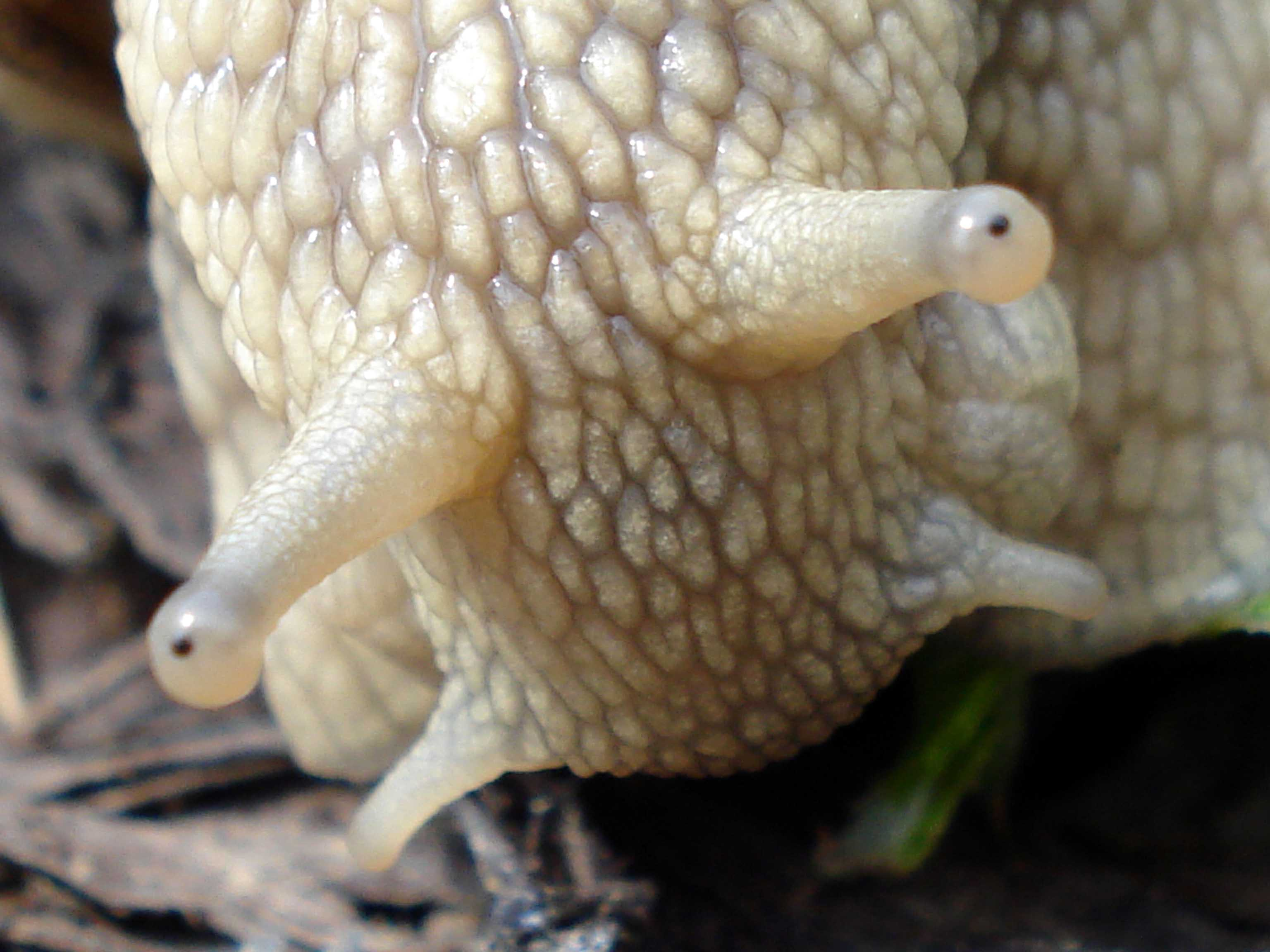
Capul unui melc de livadă luat în prim-plan
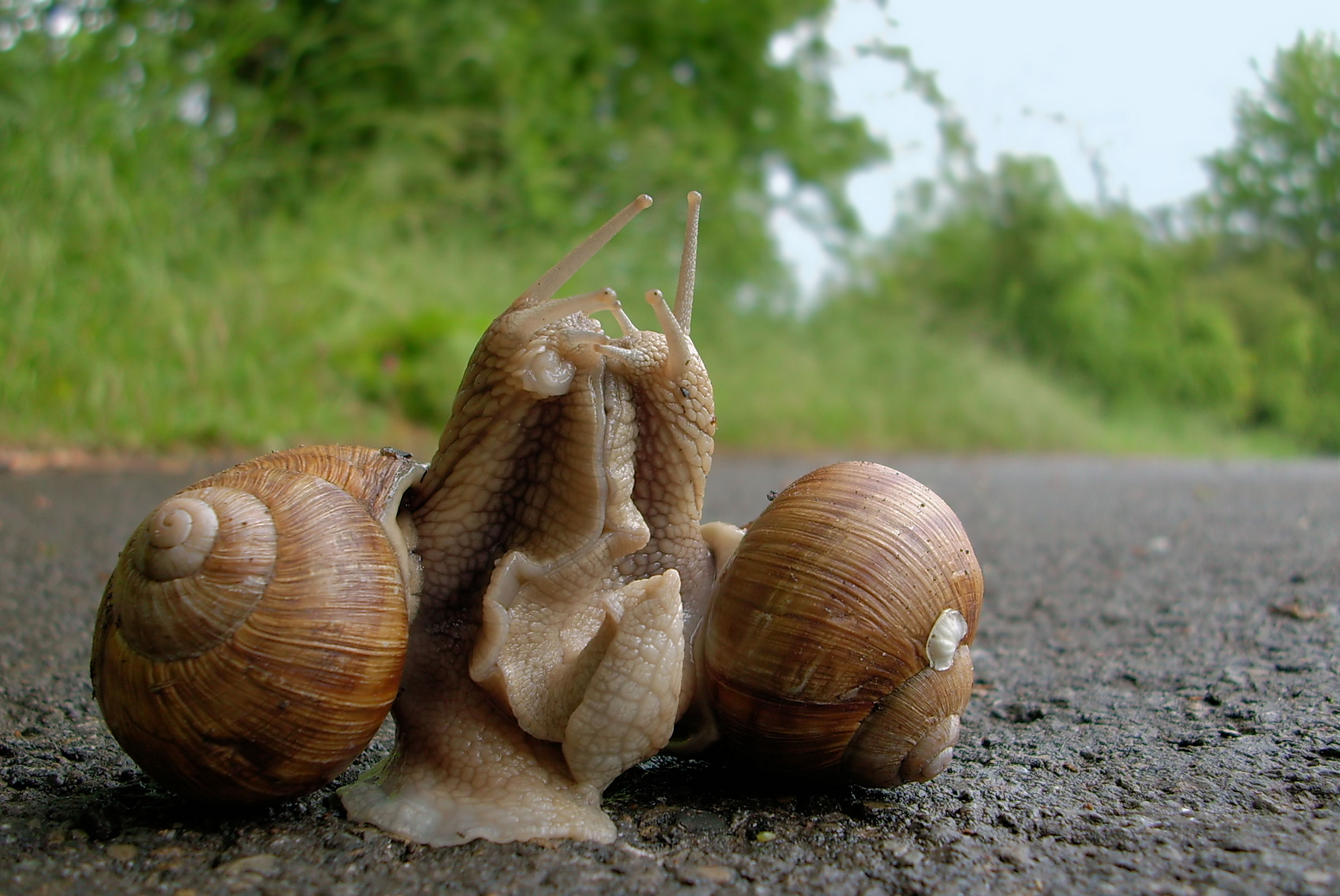
Doi indivizi de sex opus înainte de împerechere
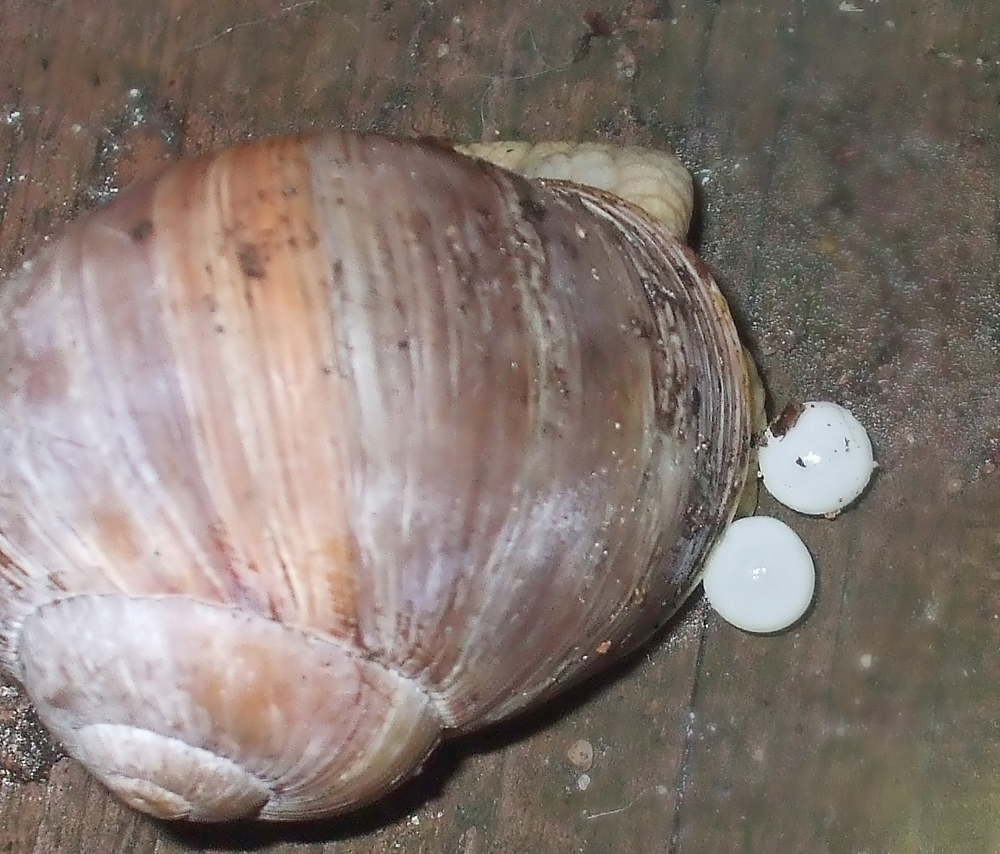
O femelă depunând ouăle
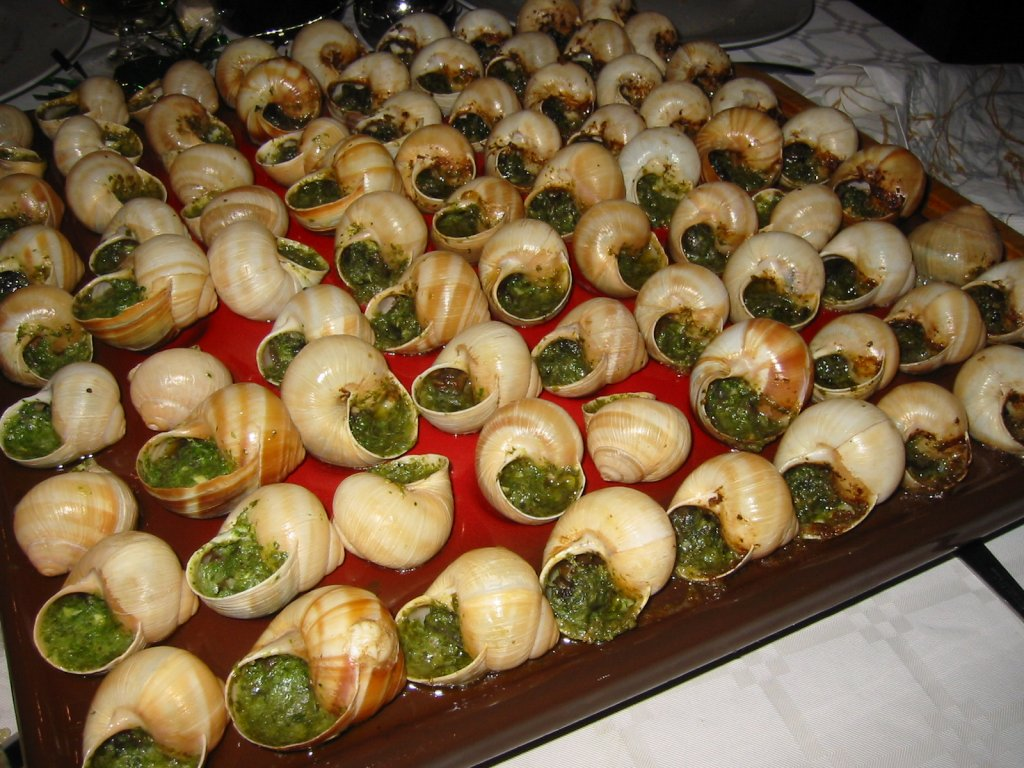
Melci „de Bourgogne” pe tavă
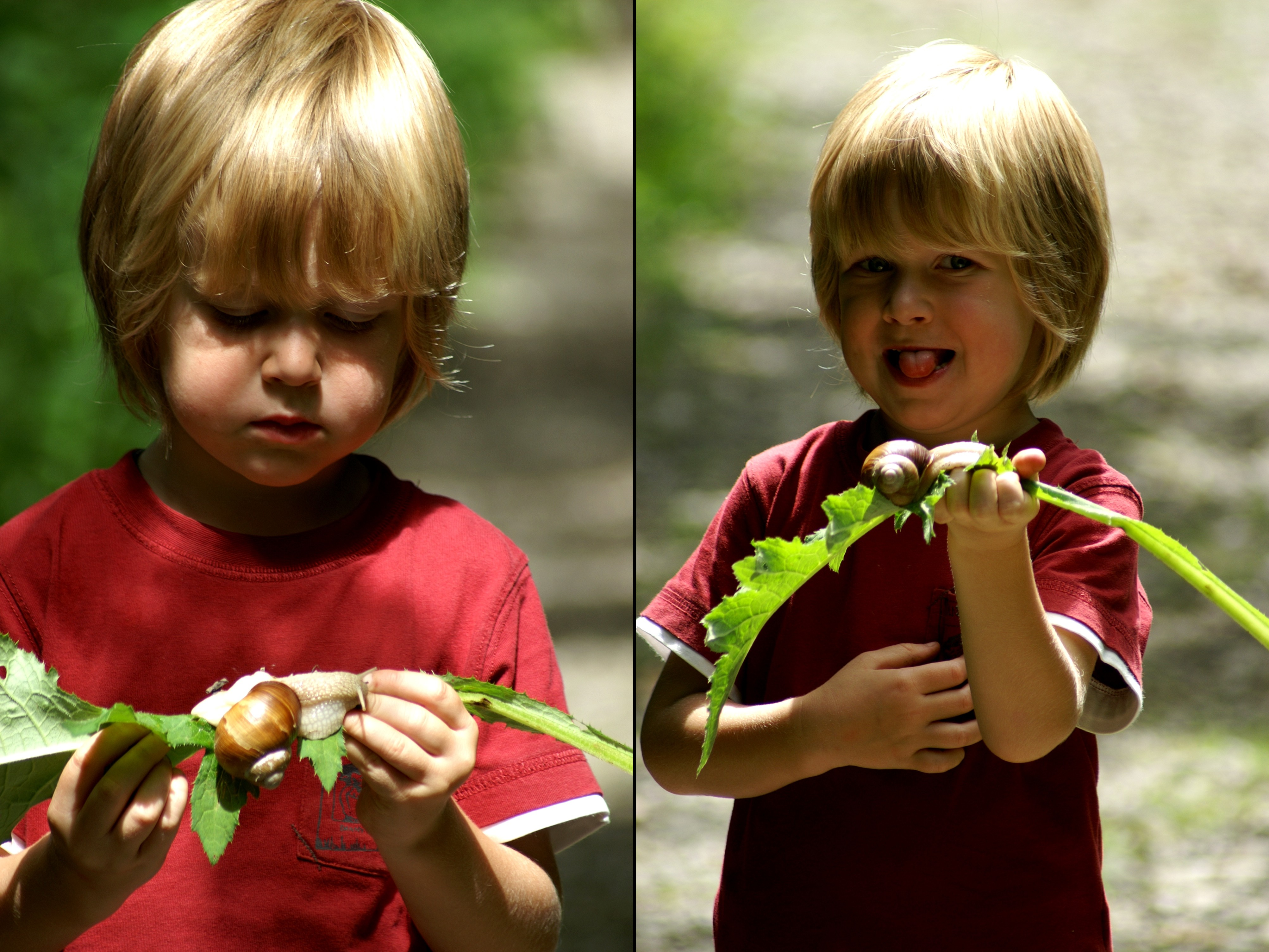
Melcul de livadă şi omul